# Communauté de communes des Pays de L’Aigle
Die Communauté de communes des Pays de L’Aigle ist ein französischer Gemeindeverband mit der Rechtsform einer Communauté de communes im Département Orne in der Region Normandie. Sie wurde am 18. November 2016 gegründet und umfasst 32 Gemeinden. Der Verwaltungssitz befindet sich im Ort L’Aigle.

## Historische Entwicklung
Der Gemeindeverband entstand mit Wirkung vom 1. Januar 2017 durch die Fusion der Vorgängerorganisationen
- Communauté de communes de L’Aigle et de la Marche sowie
- Communauté de communes du Canton de La Ferté-Frênel.[3]

Mit Wirkung vom 1. Januar 2018 verließen die Gemeinden Fay und Mahéru die Communauté de communes des Vallées d’Auge et du Merlerault und wechselten zum hiesigen Verband.

## Mitgliedsgemeinden
| Gemeinde                                   | Einwohner 1. Januar 2022 | Fläche km² | Dichte Einw./km² | Code INSEE | Postleitzahl |
| ------------------------------------------ | ------------------------ | ---------- | ---------------- | ---------- | ------------ |
| Aube                                       | 1.249                    | 5,74       | 218              | 61008      | 61270        |
| Auguaise                                   | 197                      | 2,25       | 88               | 61012      | 61270        |
| Beaufai                                    | 327                      | 12,9       | 25               | 61032      | 61270        |
| Bonnefoi                                   | 189                      | 5,39       | 35               | 61052      | 61270        |
| Bonsmoulins                                | 232                      | 7,57       | 31               | 61053      | 61380        |
| Brethel                                    | 136                      | 2,97       | 46               | 61060      | 61270        |
| Chandai                                    | 681                      | 13,73      | 50               | 61092      | 61300        |
| Crulai                                     | 803                      | 22,5       | 36               | 61140      | 61300        |
| Écorcei                                    | 376                      | 9,47       | 40               | 61151      | 61270        |
| Fay                                        | 69                       | 8,68       | 8                | 61159      | 61390        |
| Irai                                       | 609                      | 14,85      | 41               | 61208      | 61190        |
| L’Aigle                                    | 7.771                    | 18,02      | 431              | 61214      | 61300        |
| La Chapelle-Viel                           | 289                      | 11,79      | 25               | 61100      | 61270        |
| La Ferrière-au-Doyen                       | 156                      | 22,47      | 7                | 61162      | 61380        |
| La Ferté-en-Ouche                          | 2.960                    | 131,69     | 22               | 61167      | 61470, 61550 |
| La Gonfrière                               | 274                      | 12,83      | 21               | 61193      | 61550        |
| Le Ménil-Bérard                            | 68                       | 7,33       | 9                | 61259      | 61270        |
| Les Aspres                                 | 620                      | 23,21      | 27               | 61422      | 61270        |
| Les Genettes                               | 162                      | 6,54       | 25               | 61187      | 61270        |
| Mahéru                                     | 275                      | 19,63      | 14               | 61244      | 61380        |
| Moulins-la-Marche                          | 717                      | 13,14      | 55               | 61297      | 61380        |
| Rai                                        | 1.437                    | 16,03      | 90               | 61342      | 61270        |
| Saint-Evroult-Notre-Dame-du-Bois           | 440                      | 34,47      | 13               | 61386      | 61550        |
| Saint-Hilaire-sur-Risle                    | 291                      | 6,61       | 44               | 61406      | 61270        |
| Saint-Martin-d’Écublei                     | 630                      | 11,94      | 53               | 61423      | 61300        |
| Saint-Michel-Tubœuf                        | 576                      | 8,73       | 66               | 61432      | 61300        |
| Saint-Nicolas-de-Sommaire                  | 266                      | 16,28      | 16               | 61435      | 61550        |
| Saint-Ouen-sur-Iton                        | 827                      | 14,19      | 58               | 61440      | 61300        |
| Saint-Sulpice-sur-Risle                    | 1.587                    | 28,45      | 56               | 61456      | 61300        |
| Saint-Symphorien-des-Bruyères              | 483                      | 16,02      | 30               | 61457      | 61300        |
| Touquettes                                 | 75                       | 9,73       | 8                | 61488      | 61550        |
| Vitrai-sous-Laigle                         | 213                      | 11,33      | 19               | 61510      | 61300        |
| Communauté de communes des Pays de L’Aigle | 24.985                   | 546,48     | 46               | –          | –            |